# Асатиани, Кахи Шалвович
Ка́хи Ша́лвович Асатиа́ни (груз. კახი შალვას ძე ასათიანი; 1 января 1947, Телави, Грузинская ССР, СССР — 20 ноября 2002, Тбилиси, Грузия) — советский футболист, полузащитник и тренер. Мастер спорта СССР (1967). Заслуженный тренер Грузинской ССР (1978).
Первый игрок в мире, получивший жёлтую карточку — в матче чемпионата мира-1970 Мексика — СССР.

## Биография
Начал играть в 1959 году в 35-й спецшколе в Тбилиси. В 1962—1964 — в юношеской команде «Динамо» (Тбилиси).
С 18 лет выступал за ведущий клуб Грузии — «Динамо» (Тбилиси). Долгие годы был одним из ведущих игроков команды. В 1968—1972 вызывался в сборную СССР. За сборную сыграл 16 матчей и забил 5 мячей. Памятными стали 2 мяча Асатиани в ворота сборной Турции в заключительном матче отборочного турнира чемпионата мира 1970 года. Закончил выступления в большом футболе в 28 лет — не сумел восстановиться после тяжелой травмы, полученной в матче чемпионата СССР с ереванским «Араратом» в 1971 году.
В 1973 году окончил Грузинский сельскохозяйственный институт. В 1978—1982 работал начальником в клубе «Динамо» (Тбилиси), а в 1987 (по август) — был главным тренером. В 1983—1986, 1987 (с сентября) — 1989 — зампред республиканского совета «Динамо». В 1990 (по октябрь) — председатель союза ветеранов футбола Грузии. С декабря 1990 по сентябрь 2000 — председатель департамента спорта Грузии[уточнить].
Последний год жизни он был вице-президентом авиакомпании «Аирзена — Грузинские авиалинии».
20 ноября 2002 года Кахи Асатиани был застрелен в Тбилиси в своём автомобиле на улице Барнова у подъезда своего дома. Следствие сразу стало подчеркивать, что убийство футболиста было заказным и хорошо спланированным.
Похоронен на Сабурталинском кладбище.

## Достижения
- Бронзовый призёр чемпионата СССР: 1967, 1969, 1971, 1972
- В списках 33-х лучших 3 раза: 1967 г. — № 3, 1969 г. — № 1, 1970 г. — № 3.
- Один из обладателей приза «Лучшие дебютанты сезона»: 1966
- Участник чемпионата Европы 1968 года и чемпионата мира 1970 года.

## Семья
Жена Луиза Таварткиладзе. Дочь Мака, дизайнер одежды.